# NGC 296
NGC 296 è una galassia a spirale situata nella costellazione dei Pesci.

## Descrizione
La galassia ha una classe di luminosità II e presenta una larga riga a 21 cm dell'idrogeno neutro.

## Scoperta
NGC 296 è stata scoperta il 12 settembre 1784 dall'astronomo britannico di origine tedesca William Herschel.

### Problematiche nell'identificazione
La posizione indicata da Copeland nella sua descrizione di NGC 295 è molto vicina a quella di NGC 296, ma lo scopritore aveva indicato anche la presenza di una stella di 10 magnitudine nelle immediate vicinanze della galassia, il che non corrisponde alla realtà. Questo è stato oggetto di dibattito tra gli astronomi, e molti autori hanno considerato NGC 295 come la galassia NGC 296 o come un oggetto perduto.